# Sandra Zubovic
Sandra Victoria Strandberg Zubovic, född den 2 juni 2003, är en svensk skådespelare.
Zubovic är utbildad vid Södra Latins gymnasium där hon läst teater. Hon har bland annat medverkat i nyinspelningen av filmen Vinterviken där hon spelade karaktären Ulla. Det stora genombrottet som skådespelare kom i och med Netflix-serien Barracuda Queens där hon under första säsongen spelade Frida Rapp, en av huvudrollerna. En roll hon återbesökte i den andra säsongen.

## Filmografi
- 2021 – Vinterviken
- 2023–2025 – Barracuda Queens (TV-serie)